# Stuart Williams
Stuart Grenville Williams (ur. 9 lipca 1930 w Wrexham, zm. 5 listopada 2013 w Southampton) – walijski piłkarz grający na pozycji obrońcy. W latach 1954–1965 grał w reprezentacji Walii, wystąpił na mistrzostwach świata w 1958 rozgrywanych w Szwecji. Karierę seniorską rozpoczął w 1949, w klubie Wrexham A.F.C. z rodzinnego miasta (wcześniej grał dwa lata w juniorskiej drużynie tego klubu). Następnie występował w West Bromwich Albion F.C. w latach 1950–1952, a potem od 1962 do 1966 w Southampton F.C.